# Amanda Kerfstedt
Hilda Augusta Kerfstedt, beter bekend onder haar pseudoniem Amanda Kerfstedt (Eskilstuna, 5 juni 1835 – Stockholm, 10 april 1920), was een prominent Zweeds schrijfster van romans en kinderboeken, toneelschrijfster en vertaalster. Aan het einde van de 19e en begin van de 20e eeuw stond ze hoog aangeschreven. Naast schrijfster was ze zeer actief als feministe.

## Leven en werk
Kerfstedt werd op 5 juni 1835 geboren als dochter van Sven August Hallström, burgemeester van Eskilstuna, en Albertina Dybeck. Ze was een volle nicht van wetenschapper Richard Dybeck. In 1855 trouwde Kerfstedt met Bengt Gustaf Lindgren, een pastor uit Hedemora. In 1858 overleed Lindgren. In 1878 trouwde Kerfstedt opnieuw, ditmaal met Petrus Kerfstedt, rector van het instituut voor de blinden in Tomteboda. Samen kreeg het koppel twee kinderen, waaronder de later bekende literaire criticus Hellen Lindgren. In 1906 overleed Petrus Kerfstedt.

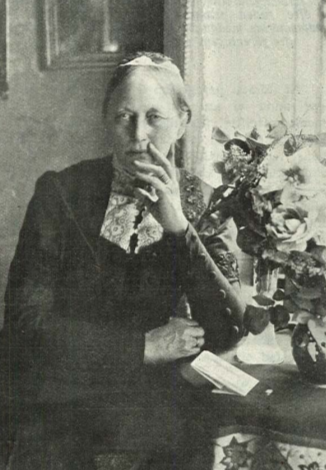
Amanda Kerfstedt (1910)

Als feministe zette Kerfstedt zich in voor gelijke rechten. Ze was zeer kritisch op de dubbele moraal tussen mannen en vrouwen. Daarop nam ze deel aan het Noords debat voor gelijke rechten, een publiek debat in de jaren 1880 in Zweedse kranten, boeken en toneelstukken. Bovendien was Kerfstedt lid en een van de eerste bestuursters van de Nya Idun-beweging. Ook was ze van 1881 tot en met 1891 redactrice van het feministische blad Dagny, waarin ze vooral schreef over de rol van meisjes en vrouwen in kinderboeken.

### Romans
- Vid vägkanten: berättelser och skizzer. 1-2. Stockholm: Björck. 1880–1883. OCLC 186949660
- Kärlek och andra berättelser. Stockholm: Beijer. 1885. OCLC 1273316587
- Eva: berättelse. Stockholm: Hæggström. 1888. OCLC 1023311861
- I vind och motvind: noveller och utkast. Stockholm: Beijer. 1889. OCLC 186040780
- Holger Vide. Stockholm: Geber. 1893. OCLC 186040771
- Bränningar: verklighetsbilder. Stockholm: Geber. 1899. OCLC 67888403
- Reflexer. Iduns romanbibliotek. Stockholm: Idun. 1901. OCLC 942496747
- Åtta dagars skilsmässa. Stockholm: Nyman. 1908. OCLC 186718075
- Maja: en kärlekshistoria från en romantisk tid. Stockholm: Geber. 1916. OCLC 186180782
- Synd: noveller av det moderna genombrottets kvinnor. Stockholm: Ordfront. 1993. ISBN 9789173244251
  - Bevat de Synd uit het Finsk Tidskrift, d.d. 1881

### Kinderboeken
- Tiggargossen eller Qvastgubbens dukater: svenskt original. Barnens egen boksamling. Stockholm: Sigfrid Flodin. 1865. OCLC 924451284
- Signild och hennes vänner: ett exempel för unga flickor. Barnens egen boksamling. Vol. 2. Stockholm: Sigfrid Flodin. 1865. OCLC 938197320
- Små och stora: berättelser för barn. Stockholm: Beijer. 1882. OCLC 186660812
- "Glädjens blomster" med flera berättelser för barn. P. A. Norstedt & söners ungdomsböcker. Vol. 5. Met illustraties van Ottilia Adelborg, Jenny Nyström en Hanna Frosterus-Segerstråle. Stockholm: Norstedt. 1891. OCLC 1079926799
- Bland fält och ängar: berättelse för barn och ungdom. Stockholm: Geber. 1895. OCLC 186040762
- En liten prinsessa: saga. Met zeven prenten van Jenny Nyström. Stockholm: Hökerberg. 1898. OCLC 247142594
- Blåklint: berättelser för barn. Stockholm: Geber. 1902. OCLC 186447565
- Susanne: ett ungt hjärtas historia. Stockholm: Hierta. 1903. OCLC 186447578
- Tipp: berättelse för barn. P. A. Norstedt & Söners ungdomsböcker. Vol. 82. Stockholm: Norstedt. 1903. OCLC 186457510
- Abdullah: sångaren från Beda och andra berättelser för barn. P. A. Norstedt & Söners Ungdomsböcker. Vol. 103. Stockholm: Norstedt. 1908. OCLC 186737004

- Bibsys: 90739621
- Bibliothèque nationale de France: cb16517574p (data)
- Gemeinsame Normdatei: 1042981434
- International Standard Name Identifier: 0000 0001 2020 982X
- KulturNav: d3fe2157-4ec3-4b8a-806d-b12d9829f857
- Library of Congress Control Number: no2006048554
- Nationale Bibliotheek van Letland: 000346767
- Nederlandse Thesaurus van Auteursnamen: 072263067
- LIBRIS: 193354
- Virtual International Authority File: 5145857767923020267
- WorldCat: E39PBJfcK3X6g6T7dxMfBqwHmd